# Traversée du lac de Gérardmer

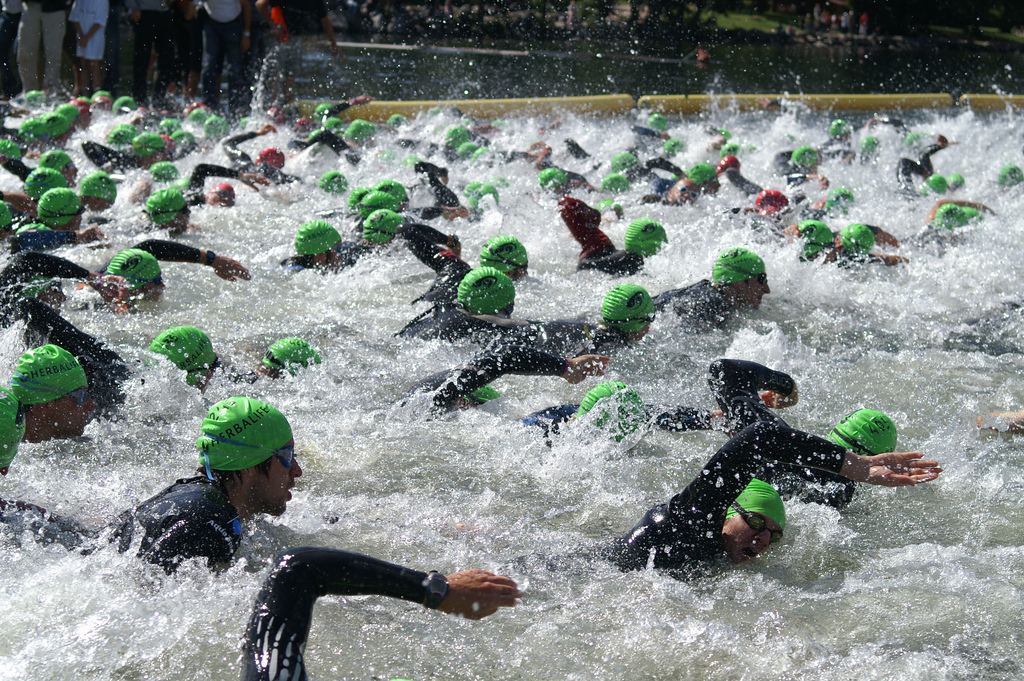
Nageurs dans le lac de Gérardmer à l'occasion du triathlon de Gérardmer 2009.

La traversée du lac de Gérardmer est une épreuve sportive traditionnelle de natation en eau libre qui consiste en la traversée de la longueur du lac de Gérardmer (2 km) dans les Vosges. Le lac accueille annuellement l'épreuve de natation du triathlon de Gérardmer.

## Histoire
La première traversée notable est celle de Marie Marvingt en 1908. Toutefois la première réelle compétition sportive de traversée du lac a lieu en 1942. En 2013, se déroule la 22e édition de l'épreuve sportive.
Depuis 1982, l'épreuve est une manche de la coupe de France de nage en eau libre.

## Traversée de Marie Marvingt
Dans les années 1907-1908, Marie Marvingt effectue plusieurs traversées en natation : outre celle du lac de Gérardmer,, elle effectue celle de Toulouse (5 km), une traversée de 16 km dans le golfe de Naples ou encore la traversée entre Samothrace et les côtes grecques (22 km).

## Description de l'épreuve annuelle
Plusieurs distances sont usuellement au programme pour cette épreuve annuelle : 
- 500 mètres
- 800 mètres
- 3 kilomètres
- 5 kilomètres